# Miguel Augustus Francisco Ribeiro
Miguel Augustus Francisco Ribeiro fue un historiador y diplomático ghanés.
- Desde 1970 fue editor del Christian Science Sentinel.
- De 1939 a 1952 fue historiador.
- De 1952 a 1959 fue funcionario de la educación superior adscrito al Ministerio de Colonias, Londres, como oficial de enlace para los estudiantes Costa de Oro (hoy Ghana).
- De 1959 a 1962 fue Embajador en Adís Abeba (Etiopía).
- De 1962 a 1963 fue embajador en Bonn
- De 1963 a 1966 fue Embajador en Washington D. C..
- De 1966 a 1970 fue Embajador en Roma con acreditación en Ankara.
- En 1970 se retiró del servicio diplomático.
- De 1971 a 1972 fue miembro de la Corte de Gobernadores de la en:Ghana Institute of Management and Public Administration.[1]